# Pinyon-Hirschmaus
Die Pinyon-Hirschmaus (Peromyscus truei) ist ein in Nord- und Mittelamerika lebendes Nagetier (Rodentia) aus der Familie der Wühler (Cricetidae).

## Merkmale
Pinyon-Hirschmäuse haben ein langes, seidiges Fell, das auf dem Rücken von gelbbraun bis zu dunkelgrau variiert und an der Unterseite sowie den Füßen weißliche Tönungen annimmt. Zuweilen sind sie mit einem ockerfarbenen Brustfleck versehen. Der Schwanz ist kurz behaart, am Ende jedoch buschig und zeigt einen dunklen Streifen auf der Oberseite. Die Ohren und Hinterfüße sind groß. Die Größe der Mäuse variiert je nach Standort. In den westlichen Teilen ihres Verbreitungsgebiets haben sie in der Regel einen längeren Schwanz, eine kleinere Körpergröße, kleinere Ohren und kleinere Hinterfüße als ihre Schwestertiere im Osten. Ausgewählte Messungen aus dem Kern County ergaben: Körperlänge 99 mm, Länge des Schwanzes 106 mm, Länge des Hinterfußes 23,9 mm und Ohrlänge 23,4 mm. Im Valencia County wurden folgende Maße ermittelt: Körperlänge 100 mm, Schwanzlänge 88 mm, Hinterfußlänge 23,1 mm und Länge des Ohrs 23,7 mm. Das Durchschnittsgewicht beträgt 20 Gramm.

## Ähnliche Arten
Die Pinyon-Hirschmaus kann von anderen Weißfußmausarten (Peromyscus) durch die großen Ohren unterschieden werden.

## Verbreitung, Lebensraum und Gefährdung
Die Pinyon-Hirschmaus kommt mit mehreren Unterarten entlang der nordamerikanischen Pazifikküste von Oregon bis nach Mexiko verbreitet vor. Die östlichste Verbreitung reicht bis nach Texas. Sie bewohnt bevorzugt wüstenähnliche Steppen sowie mit Pinyon-Kiefern bewachsenes Buschland, wovon sich auch der Trivialname der Art ableitet. Die Höhenverbreitung reicht vom Meeresspiegel bis auf 2300 Meter, wo sie auch an felsigen Berghängen gefunden wurde. Die Art wird von der Weltnaturschutzorganisation IUCN als „Least Concern = nicht gefährdet“ klassifiziert.

## Lebensweise
Die Pinyon-Hirschmaus lebt gewöhnlich in Nestern unter Felsen, zuweilen auch an Bäumen. Sie ist nachtaktiv und ein guter Kletterer, der den langen Schwanz zur Haltung des Gleichgewichts einsetzt. Studien haben gezeigt, dass Pinyon-Hirschmäuse in Mondnächten weniger aktiv sind, wahrscheinlich, weil ein erhöhtes Risiko besteht, von Fressfeinden entdeckt zu werden, wenn die Umgebung heller ist. Die Brutzeit kann sich durchgehend über das ganze Jahr erstrecken, erreicht jedoch von April bis Juni einen Schwerpunkt. Ein Weibchen bringt nach einer Tragzeit von ca. 26 Tagen zwischen drei und sechs nackte Jungtiere zur Welt, die nach Ablauf von 14 Tagen behaart sind. Für die Aufzucht der Jungen ist das Weibchen allein verantwortlich. Nach vier Wochen werden sie entwöhnt.
Die Pinyon-Hirschmaus ernährt sich bevorzugt im Winter von Wacholdersamen (Juniperus) und verschiedenen Beeren sowie im Herbst von Eicheln (Quercus). Sie graben häufig Löcher in den Boden in der Nähe ihrer Behausung und deponieren dort Nahrung, damit sie auch in ertragsarmen Zeiten ausreichend versorgt sind. Pilze (Fungi) und Wirbellose (Evertebrata) zählen ebenfalls zu ihrem Nahrungsspektrum. Sie sind in der Lage, mit einer sehr begrenzten Wasserversorgung auszukommen, was für ihr Überleben in den trockenen Lebensräumen, die sie besetzen, entscheidend ist. Es wurde festgestellt, dass die Mäuse nach Buschfeuern am Rand des verbrannten Gebiets verbleiben und nicht in das geschädigte Gebiet zurückkehren. Hauptfressfeinde sind Eulen (Strigiformes) und Klapperschlangen (Crotalus).